# NGC 4530
NGC 4530 é uma estrela (Beta Canum Venaticorum) na direção da constelação de Canes Venatici. O objeto foi descoberto pelo astrônomo John Herschel em 1828, usando um telescópio refletor com abertura de 18,6 polegadas.